# Именины (фильм)
«Именины» — российский кинофильм 2004 года.

## Сюжет
В деревню приезжает молодой художник Виктор, чтобы оформить к Новому году декорации местного клуба. Хозяин клуба Мишка приводит гостя в дом, где он будет жить. Между Виктором и дочкой хозяина дома Татьяной возникает симпатия, о чём догадывается безумно влюблённый в девушку Мишка.
Пытаясь отвадить художника, он объявляет, что их новый постоялец — псих, ему же сообщает, что его соседи — обладатели «жёлтых справок» и что глава семьи постоянно требует, чтобы каждую неделю устраивался праздник в честь его именин. У отца Татьяны действительно приближаются именины, но никто не собирается их отмечать. А ему так хочется праздника!

## В ролях
- Кира Крейлис-Петрова — бабка
- Юрий Кузнецов — Тимофей
- Мария Кузнецова — Катерина
- Игорь Петренко — Виктор
- Екатерина Гороховская — Таня
- Фёдор Лавров — Мишка
- Валерий Филонов — охотник Василий
- Константин Анисимов — фельдшер
- Александр Бодин — гармонист Саня
- Руслан Смирнов — милиционер
- Сергей Лосев — депутат
- Николай Соколов — мальчишка